# XXIX dynastia
XXIX dynastia – dynastia władców starożytnego Egiptu, rezydujących w Mendes. Dynastia panowała w latach 399–380 p.n.e.
| Okres schyłkowy – XXIX dynastia |                       |               |                        |      |                  |
| Władca                          | Lata panowania p.n.e. | Nomen         | Prenomen               | Żony | Miejsce pochówku |
| Neferites I                     | 399–393               | Naifaaurudż   | Baenre Merineczeru     |      | Mendes           |
| Mutis                           | 393–391               |               |                        |      | Mendes           |
| Psamutis                        | 391–390               | Pascherienmut | Userre Setepenptah     |      | Mendes           |
| Achoris                         | 390–380               | Hakor (Hagor) | Maatibre (Chnemmaatre) |      | Mendes           |
| Neferites II                    | 380                   | Naifaaurudż   |                        |      | Memfis           |